# Le Ruban blanc
Pour plus de détails, voir Fiche technique et Distribution.
Le Ruban blanc (titre original en allemand : Das weiße Band), sous-titré Eine deutsche Kindergeschichte (signifiant en français « Une histoire allemande d'enfants »), est un film franco-germano-italo-autrichien réalisé par Michael Haneke, sorti en 2009.
Il est lauréat de la Palme d'or lors du Festival de Cannes 2009.

## Synopsis
Un narrateur raconte une histoire qui s'est passée à la veille de la Première Guerre mondiale dans un village de l'Allemagne du nord où il fut instituteur dans sa jeunesse.
Un médecin est victime d'un violent accident de cheval en rentrant chez lui. Selon toute vraisemblance, il s'agit de l'acte délibéré d'un habitant du village, qui a tendu un filin en travers du chemin qu'emprunte régulièrement l'homme. Hospitalisé, celui-ci laisse sa fille aînée, encore adolescente, et son jeune fils aux soins de sa voisine, qui est aussi son assistante.
L'été 1913 est alors marqué par une série d'étranges accidents prenant peu à peu le caractère d'un rituel punitif dirigé contre les différentes autorités morales, religieuses et sociales de ce petit village profondément ancré dans la tradition luthérienne. La femme d'un paysan meurt en tombant au moment des moissons, sans que son mari, pourtant touché par son décès, ne réagisse contre ce qui apparaît être au mieux comme une négligence du régisseur du domaine du baron du village. Toutefois, un de ses fils vandalisera une propriété du châtelain et se verra puni de son geste par de la prison.
Sigi, le jeune fils du baron, est retrouvé ligoté et battu, ce qui provoque le départ de la baronne avec son enfant pour l'Italie. La grange du château subit un incendie probablement criminel. Le pasteur du village éduque ses enfants dans un rigorisme corseté, leur infligeant des punitions corporelles et des sévices moraux ; il contraint ses deux ainés à porter un ruban blanc, symbole de pureté et d'innocence, afin de les inciter à rester sur ce qu'il considère être le droit chemin. Il conduit également en despote les âmes du village lors de ses sermons dominicaux.
Le médecin, qui rentre par anticipation de convalescence, retrouve son foyer et sa famille. Il se montre odieux avec sa voisine sage-femme, qui remplace son épouse décédée pour les soins du ménage et qui est aussi sa maîtresse. Il fait également subir des agressions sexuelles à caractère incestueux à sa fille.
Le fils de la sage-femme, handicapé, est enlevé et torturé. Quelques jours après, sa mère quitte le village, déclarant vouloir se rendre en ville pour dénoncer les tortionnaires de son fils dont elle connaît l'identité. Elle ne reviendra pas et l'instituteur découvre que son fils handicapé, le médecin et ses deux enfants ont également quitté le village. Il mène alors son enquête personnelle, et soupçonne fortement les enfants du village, notamment ceux du pasteur. Ce dernier refuse sèchement ses conclusions.
L'histoire se termine dans les jours qui suivent l'éclatement de la Première Guerre mondiale.

## Fiche technique
- Titre français : Le Ruban blanc
- Titre original : Das weiße Band, Eine deutsche Kindergeschichte
- Réalisation : Michael Haneke
- Scénario : Michael Haneke et Jean-Claude Carrière (consultant)
- Directeur de la photographie : Christian Berger
- Son : Guillaume Sciama et Jean-Pierre Laforce
- Montage : Monika Willi
- Costumes : Moidele Bickel
- Budget : ~ 12 000 000 $
- Producteurs : Stefan Arndt, Margaret Menegoz, Veit Heiduschka, Michael Katz, Andrea Occhipinti (it)
- Production : Les Films du losange, X-Filme Creative Pool, Wega Film, Lucky Red (it)
- Distribution : Les Films du losange
- Couleur : noir et blanc
- Langue : allemand
- Genre : drame et historique
- Durée : 144 minutes
- Dates de sortie : 
  - 21 octobre 2009 (France)

## Distribution
- Christian Friedel (VF : Jean-Christophe Dollé) : le professeur
- Leonie Benesch : Eva
- Burghart Klaussner (VF : Daniel Mesguich) : le pasteur
- Susanne Lothar (VF : Dominique Blanc) : la sage-femme
- Ulrich Tukur (VF : Thibault de Montalembert) : le baron, Armin
- Ursina Lardi (VF : Sylvia Bergé) : la baronne, Marie-Luise
- Rainer Bock (VF : Didier Flamand) : le médecin
- Maria-Victoria Dragus : la fille du pasteur
- Roxane Duran (VF : elle-même) : Anna, la fille du médecin
- Leonard Proxauf : Martin, fils du pasteur
- Janina Fautz (de) : Erna, la jeune « voyante »
- Josef Bierbichler (VF : Jean-François Stévenin) : le régisseur
- Steffi Kühnert (VF : Marie-Armelle Deguy) : la femme du pasteur
- Thibault Sérié (de) (VF : lui-même) : Gustav, le fils cadet du pasteur
- Levin Henning (de) : Adolf, fils du pasteur
- Enno Trebs (de) : Georg
- Theo Trebs (de) : Ferdinand
- Miljan Chatelain (VF : lui-même) : Rudolf
- Eddy Grahl : Karli, le fils handicapé mental de la sage-femme
- Michael Kranz (de) : le professeur particulier
- Marisa Growaldt (de) : la servante
- Mercedes Jadea Diaz : la sœur d'Eva
- Sebastian Hülk (VF : Clovis Fouin) : Max
- Sara Schivazappa : une nourrice
- Kai-Peter Malina (de) : Karl
- Hanus Polak Jr : un policier
- Marvin Ray Spey : Hans
- Ernst Jacobi (de) (VF : Jean-Louis Trintignant) : le narrateur (voix)
- Detlev Buck (VF : Éric Herson-Macarel) : le père d'Eva
- Carmen-Maja Antoni : sage-femme
- Birgit Minichmayr : Frieda

## Projet et réalisation du film
Initialement, l'œuvre est prévue pour la télévision et constitue une mini-série de trois épisodes mais, pour des raisons de coûts, la productrice Margaret Ménégoz convainc Michael Haneke d'en réduire la durée pour en faire un long métrage de plus de deux heures et sollicite l'aide du scénariste Jean-Claude Carrière qui raccourcit le scénario,.
Comme pour La Pianiste et Le Temps du loup, le scénario du Ruban blanc a été écrit dix ans avant sa réalisation.
Haneke désirait tourner directement le film en 35 mm et en noir et blanc mais les recherches concernant le noir et blanc sur l'argentique ayant été abandonnées par les laboratoires et les industries techniques, le cinéaste fut contraint de tourner en couleur. Il passa au noir et blanc lors du report en numérique, au montage, pour enfin repasser à la pellicule lors du tirage du positif bien qu'il fallût à nouveau un report numérique pour l'exploitation en salles car la plupart de ces dernières était déjà majoritairement convertie à la projection numérique. En France, le film fut finalement exploité sur les deux supports : argentique et numérique.

### Signification du titre
Le sous-titre, signifiant Une histoire allemande d'enfants, n'est pas traduit dans les versions internationales ou dans l'affiche, conformément au souhait du réalisateur, voulant renvoyer les Allemands à leur propre histoire. Ce même sous-titre présente la particularité d'être calligraphié en Sütterlin. Cette police de caractères est complètement abandonnée, Michael Haneke déclara qu'il peut la lire mais pas l'écrire,,.

## Analyse
Par le sujet, les cadres, le noir et blanc et la lumière, Le Ruban blanc, qui mêle réalisme historique, symbolisme, mystère et atmosphère cauchemardesque, évoque la fascination du cinéaste pour l’école scandinave (notamment l'œuvre de Carl Theodor Dreyer et Ingmar Bergman) mais aussi le cinéma de Robert Bresson,,. Des analogies peuvent également être trouvées avec Le Village des damnés de Wolf Rilla (dans la représentation des enfants maléfiques), Le Village de M. Night Shyamalan (pour la figuration d'une société villageoise féodale, victime de forces obscures) ainsi qu'avec Le Journal d'une femme de chambre de Luis Buñuel (pour l'éclair céleste à valeur prophétique en guise de conclusion). Michael Haneke semble par ailleurs être influencé par la littérature de Franz Kafka et de Frank Wedekind (par son thème, le film évoque L'Éveil du printemps) et aussi par les pièces de Bertolt Brecht (pour l'idée de distanciation et de théâtre épique).
Comme dans plusieurs de ses œuvres, Haneke ne résout pas clairement l'intrigue de départ (l'identité des bourreaux) mais laisse pourtant certains éléments de réponse (notamment sur l'implication des enfants du pasteur). Le film évoque les carcans luthériens et une pédagogie autoritaire (sévices, punitions, brimades) dans le nord de l'Allemagne avant la Première Guerre mondiale. Il revendique un certain unanimisme dans la manière de caractériser chaque individu par son rapport social. Malgré l'industrialisation, la société villageoise mise en scène reste liée à une structure féodale (le baron et le pasteur restent les personnes les plus influentes de la communauté).
Le Ruban blanc exploite, en ce sens, la comparaison de la violence personnelle et institutionnelle des notables adultes du village (le baron, le régisseur, le pasteur luthérien, le médecin), névrosés, égoïstes, pervers et, au moins pour l'un d'entre eux, abuseur sexuel, avec en contrepoint la violence sourde et muette de certains enfants et adolescents. Le titre du film fait référence à la pureté virginale qu'on attend des enfants du village, alors que les adultes ont, à l'opposé, une face obscure cruelle. Le fait que l'histoire du film ait lieu en 1913-1914 peut laisser penser au spectateur qu'une telle société violente ne peut que sécréter, globalement, de la violence, qui peut se traduire par l’engagement dans une guerre, voire le nazisme ensuite. Toutefois, le réalisateur se défend d'avoir élaboré une allégorie du fascisme et affirme ouvrir plusieurs pistes de lecture sur la transmission du mal par l'absolutisme politique, idéologique ou religieux.

## Distinctions

### Prix
| - Festival de Cannes 2009 : - Palme d'or, - Prix FIPRESCI du Festival de Cannes, catégorie compétition officielle - Prix de l'Éducation nationale - Mention spéciale du jury œcuménique - Prix du cinéma européen 2009 : - Meilleur film européen - Meilleur réalisateur européen - Meilleur scénariste européen | - Golden Globe du meilleur film étranger 2010 - Dix Lolas du cinéma allemand 2010, : - Meilleur film - Meilleur réalisateur (Michael Haneke) - Meilleur acteur (Burghart Klaußner) - Meilleur second rôle féminin (Maria-Victoria Dragus) - Meilleur scénario (Michael Haneke) - Grand prix de la FIPRESCI (2009) - Prix du meilleur film étranger du syndicat de la critique de cinéma (2009) |

### Nominations
- 82e cérémonie des Oscars :
  - Oscar du meilleur film étranger 2010 (représente l'Allemagne[18])
  - Oscar de la meilleure photographie 2010 pour Christian Berger
- César du meilleur film étranger 2010
- British Academy Film Award du meilleur film en langue étrangère 2010